# Chitra Shetty Halli, Shimoga
Chitra Shetty Halli là một làng thuộc tehsil Shimoga, huyện Shimoga, bang Karnataka, Ấn Độ.